# John Swinkels
John Swinkels (27 juni 1986) was een Nederlands voetballer. Hij overleed op 30 juni 2015.
Swinkels zat in 'normale' jeugdteams van Helmond Sport en PSV. In 2005 liep hij een hersenbeschadiging op, wat resulteerde in een beperking aan zijn linkerarm en linkerbeen. Tijdens de revalidatie, in het Eindhovense revalidatiecentrum Blixembosch kwam Swinkels in aanraking met het CP-Voetbal team.
Swinkels kwam in 2008 uit voor Nederland op de Paralympische Zomerspelen in Peking in het team van het CP-voetbal.
In 2011 kwam Swinkels uit voor het Nederlands CP-team, tijdens het WK 2011 te Assen-Emmen-Hoogeveen. De Nederlandse ploeg behaalde daar een vijfde plaats.
Ook speelt hij in de selectie van S.V.Ondo in Asten-Heusden. Swinkels kwalificeerde zich in juli 2011 met het CP-team tijdens het WK CP-voetbal in Hoogeveen voor de Paralympische Zomerspelen 2012 in Londen.